# Ловушка Барбера
Ловушка Барбера — разновидность энтомологического оборудования, используется для ловли ползающих по поверхности почвы насекомых. Данные ловушки рассчитаны на случайное попадание в них передвигающихся насекомых.

## Строение
На выбранном участке биотопа вкапывается в одну линию по 10 ловчих стаканов, объёмом 0,5 л. Количество и объём ловчих ёмкостей может широко варьировать. Расстояние между соседними ловчими ёмкостями обычно составляет 2,5 м друг от друга. Верхний край ловчих ёмкостей должен находиться на уровне почвы и не выступать над ним. Внутренние края ловчих ёмкостей должны быть гладкими, чтобы попавшие внутрь насекомые не смогли выбраться наружу. Ловчие ёмкости после их установки в почве заполняются на 1/3 жидкостью. Если ею является вода, то ловушки проверяются ежедневно. Также используются слабые растворы водные уксусной кислоты, формалина, этиленгликоля, обладающими привлекательными для жуков запахами. В ряде случаев для увеличения сбора ловушками Барбера также применяют различные, обычно пищевые, приманки. Фиксирующие свойства данных растворов позволяют увеличить промежуток между проверками ловушек. Жидкость доливается в ловушки по мере надобности.
Отловленных в ловушки Барбера насекомых выбирают из ловчих ёмкостей при помощи пинцета.